# Cruz de la Subida de la Costa
La cruz de la Subida de la Costa (cruz votiva del siglo XIV), está ubicada junto a la Ermita de la Consolación, en el término de Luchente, en la comarca del Valle de Albaida, en la provincia de Valencia. 
Como toda cruz de término, tiene declaración genérica como Bien de interés cultural, pese a no contar con anotación ministerial, pues ni está inscrita, ni tiene expediente; aunque cuenta con código: 46.24.150-007.